# Hoka Sapiens
Hoka Sapiens (Earthman's Burden) è un'antologia di racconti di fantascienza umoristica del 1957 di Poul Anderson e Gordon R. Dickson. Il titolo italiano deriva dal nome scientifico dell'immaginaria specie aliena protagonista dei racconti.

## Trame
Il pianeta Toka è abitato dagli ursidi Hoka e dai rettili Slissi.
Mentre gli Slissi sono tendenzialmente guerrafondai, gli Hoka sembrano essere più intelligenti e desiderosi di inserirsi nella lega Interesseri, che racchiude gli esseri senzienti dell'universo.
Il problema con gli Hoka è che pare non conoscano la differenza tra realtà e finzione letteraria, pertanto, giunti in contatto con la letteratura e il cinema terrestre, si autoconvincono che il modo più corretto di comportarsi sia quello mostrato nei film e romanzi, comportandosi in tutto e per tutto di conseguenza.

### Lo sceriffo di Canyon Gulch
Il guardiamarina Alexander Jones naufraga sullo semisconosciuto pianeta Toka; salvato da due Hoka cowboy scopre che gli Hoka hanno assimilato casualmente la cultura western, di cui era appassionato il primo terrestre con cui erano venuti a contatto. Jones riuscirà a salvare gli Hoka dall'assalto degli "indiani" Slissi e verrà nominato plenipotenziario sul pianeta per conto della lega Interesseri.

### Don Jones
Tanni Hostrup, fidanzata di Jones, è gelosissima e le cose non si mettono al meglio quando gli Hoka che incontrano si mostrano appassionati dell'opera lirica Don Giovanni e scambiano Jones per il libertino dell'opera lirica.

### In Hoka Signo Vinces
Gli abitanti di Pornia hanno deciso di far ripartire la corsa agli armamenti.
Un gruppo di alieni Hoka, affascinati dai telefilm di space opera importati dai terrestri, decide di partire in guerra contro il bellicoso sistema stellare vicino in procinto di completare la costruzione di una corazzata spaziale. Trascinato involontariamente nell'avventura, l'ambasciatore terrestre Alexander Jones si trova suo malgrado al comando della Pattuglia Spaziale.
Il titolo deriva da una storpiatura del motto latino in hoc signo vinces.

### Hoka Holmes
Uno spacciatore "ppussjano" di droghe utilizza Toka come base per le sue compravendite. Tra le varie cittadine create volutamente (per portare la civiltà Hoka a un livello industriale), vi è anche la Londra di Sherlock Holmes. Jones prende contatto con Scotland Yard e Hoka Holmes e, nella tenuta di Baskerville, troveranno lo spacciatore.

### All'arrembaggio, Hoka!
Alcuni Hoka si sono appassionati di opere di pirati e decidono di partire all'assalto di alcune roccaforti costiere. Per evitare spargimenti di sangue, Jones si traveste da pirata, prende il comando della filibusta e trova la soluzione migliore per permettere a pirati e abitanti annoiati della roccaforte di poter vivere le loro emozioni. 

### Un manipolo di eroi
Tanni, moglie di Jones, decide di prendersi una vacanza relax durante una ispezione del pianeta. Sbaglia coordinate e finisce su un pianeta differente, guerrafondaio. Jones dovrà salvarla con l'aiuto degli Hoka, arruolandosi nella Legione Francese di Toka.

## Edizioni
La raccolta fu pubblicata dapprima parzialmente nel 1965 sullo speciale Urania Fantastrenna '64, e poi integralmente su Urania 1023 del maggio 1986. La raccolta antologica è stata infine ristampata sui Classici Urania n. 266 nel maggio 1999. La copertina dell'edizione Urania è di Karel Thole, quella dell'edizione Classici di Giacomo Callo e Studio Echo.
- Poul Anderson e Gordon R. Dickson, Earthman's Burden, 1957.
- Poul Anderson e Gordon R. Dickson, Hoka Sapiens, traduzione di Hilia Brinis, collana Urania n° 1023, Mondadori, 1966,  p. 158.
- Poul Anderson e Gordon R. Dickson, Hoka Sapiens, traduzione di Hilia Brinis, collana Urania Classici n° 266, Mondadori, 1999,  p. 214.